# Човешка въшка
Човешката въшка (Pediculus humanus) е вид безкрило паразитно насекомо от семейство Същински въшки (Pediculidae).
Веднъж попаднали върху човека не го напускат доброволно, тъй като не могат да стигнат далеч и умират в рамките на няколко дена, ако не попаднат на друг гостоприемник. Разпространението им се осъществява чрез контакт с косата или със замърсен предмет (като гребен, шапка или възглавница) или чрез контакт с паразитирано облекло.

## Подвидове
Известни са два подвида:
- Pediculus humanus humanus Linnaeus, 1758 – телесна въшка, обитаваща дрехите и спалното бельо
- Pediculus humanus capitis De Geer, 1767 – главова въшка, обитаваща скалпа, като най-лесно може да се намери в тилната област и над ушите.

## Описание
Главата на човешката въшка е удължена и има 2 очи, както и двойка 5-секционни антени. Гръдният кош е редуциран и сегментите са слети. Краката са здрави и набити, образуващи скоба с нокът, разположен на „палеца“. Коремът се състои от 9 сегмента, 7 от тях се виждат, последният от които е вдлъбнат при женската и изпъкнал в коничен пенис при мъжкия. Ларвата на вид наподобява по-дребен възрастен.
Главовата въшка е по-малка от телесната и достига на размери от 1 до 2,5 мм. При двата вида женската е по-голяма от мъжката.

## Хранене
Тези въшки прекарват целия си жизнен цикъл върху хората, хранейки се с човешка кръв. Възрастните въшки имат по едно кръвно хранене всеки ден. Тяхната устойчивост на глад е много ниска – от 1 до 2 дни.

## Размножаване
Въпреки че двата подвида имат морфологични разлики, те могат да се кръстосват и да произвеждат потомство. Човешките въшки се размножават много бързо, като цикълът се провежда изцяло върху човека и продължава общо около 18 дни.
Женската въшка се чифтосва няколко пъти през целия си живот, който може да варира от 10 до 40 дни. Снася от 4 до 10 яйцевидни яйца на ден в продължение на 3 до 5 седмици (или от 200 до 300 за целия си живот) с дължина около 1 мм.
Инкубацията продължава от 6 до 9 дни в зависимост от температурата, а излюпването освобождава малка ларва с дължина от 1 до 2 мм. Тя извършва три линеения за период от 8 до 12 дни на повърхността на кожата. Възрастният може да се чифтосва 10 часа след последното линеене.